# 偶像活動Stars！
《偶像活動Stars！》是BANDAI於2016年5月發售的集換式卡牌街機遊戲，《偶像活動》系列的第2作。
電視動畫第1部於2016年4月7日在東京電視網開始播放，第2部於2017年4月6日起在東京電視網播放。

## 概要
於2016年5月開始啟用，採用DCD「妖怪手錶"Ukiukipedia"」的O型直立式機台，同時也繼承了隨選列印的功能，以直接列印卡片取代前作的機台掉卡機制。新機台更設立了衣服升級系統，並增加了觸控螢幕與傳統按鈕一起進行遊戲。機台全面採讀取QR碼，至於舊版機台的卡片仍然可以應用在新機台上。
改編電視動畫於2016年4月7日開始播放。於Project發表會中發表於同年8月全國上映本作的劇場版。
此外，為了慶祝2017年10月的《偶像活動！》的五周年，與前作的合作企劃於同年8月展開。
2018年4月4日正式結束運行，日本在同年4月推出新作品《偶像活動Friends！》。

## 遊戲規則
『DATA CARDDASS 偶像活動Stars！』是DATA CARDDASS系列的第2作。繼『妖怪手錶』的直型最新機台『DATA CARDDASS T』之後，於2016年5月19日開始推出。在直型屏幕下配設觸碰式螢幕，保留舊機的三枚按鈕與觸碰式螢幕均有操作功能。卡片則改為按量印刷。而且，對比『星光樂園』更能排出比通常大2倍的的卡片。

### 遊戲方法
大部可使用觸碰式螢幕操作，二維碼掃描取以前的條碼掃描，二維碼對準掃描器便能進行掃描（掃描時把背面的星星印記對上）。
- 開始時投入100日元（海外地區幣值各異），然後有『1人遊戲』與『購買卡片』2個選擇，有帶學生證（ID Card）的時候，以學生證的二維碼對準掃描器進行掃描。沒有所持學生證的時候，會有『製作學生證』與『不使用學生證遊戲』2個選擇。在機台製作學生證，特別用途100日元是必要的[3]。學生證是所属的組別決定後才會排出。
- 初次使用學生證遊戲時，前往登錄個人角色。在試鏡後，根據你所試鏡的舞台，分配進入『花之歌組』、『鳥之劇組』、『風之舞組』與『月之美組』的所屬組別。根據個人角色所屬組別，經驗値的獎賞都有所變化。如果試鏡表現良好，更會有可能轉去其他組別。
- 選擇模式、舞台與遊戲角色後，會獲得一件暫時租用服飾。即使沒有使用租用服飾，遊戲試鏡完結時仍有機會排出。
- 在更衣間的服裝掃描狀態，遊戲角色會身穿租用服飾起動。然而，以前的前作偶像活動！卡片會被視為沒有品牌出現。
- 試鏡的形式仍然保留舊機台的節拍遊戲模式。當「上」、「左」、「右」的節拍流動到圓圈之內，根據顏色接下三色按鈕。伸長節拍需要長按。
- 特殊效果時，普通衣服則把星星垂直向上推，有品牌的衣服時則點選所有的星星圖案。當身穿整套同品牌與類型的服裝時，便進化成「星級效果」。
- 當三次特殊效果完結後，計分器MAX的時候，突入Fever Time模式。根據試鏡舞台的類型，狂熱效果的方法各有不同。
- 表演完結後，根據試鏡的效果判斷合格與不合格，觸碰式螢幕顯示所收集到的造型星光。使用學生證可獲得經驗值和歌迷。
- 試鏡後，會出現『購買租用服飾』、『服裝改造』與『明星照片改造』的3個選擇，然後排出卡片後遊戲正式結束。『服裝改造』的功能，讓玩家在玩家透過觸碰式螢幕，用收集到的造型星光進行服飾改造。服飾的顏色、款式與配件都可變更。該服飾的升級需要獲得具備「升級星光」才可以做到。可升級的服飾會標示「升級機會」，同一件衣服的服裝改造與服裝升級只能二擇其一地進行。不過，精選系列與服裝飾物都不能進行服裝改造；同時，前作偶像活動卡片既不能服裝改造，也不能服裝升級。能夠升級的服飾，卡片的右下會有「G」的標記。『明星照片改造』，會在試鏡舞台的部分片段中拍下3枚照片，會有配件裝飾，能製作到2倍大的卡片。100日元的製作特別用途費是必要的。遊戲模式中也有『購買卡片』的選項，會讓你在3個選擇中作出決定。購買上限是9枚，第5張與第9張必定會出現稀有（R）以上的服裝。
- 個人角色的形象改變需要個人角色改做門票才可以進行。在個人檔案畫面中選擇『二維碼掃描』，二維碼對準掃描器後便能獲得門票上所繪的造型，形象改變便開始了。另外，在我的頁面登錄時，如果讓機台讀取所顯示的二維碼，除了個人角色的造形以外，還會獲得白鳥姬的學校禮服，以及各種各樣的特典。[4]。
- 從舊偶像活動IC Card引繼到新系列的ID Card時，能夠獲得個人角色與限定配飾[5]。移動方法是個人角色登錄時，安娜老師問到是否持有以前的學生證的時候，選擇「是」；輸入IC Card背面的編號與已登錄的生日日期便能引繼完成。也可以在個人檔案畫面內的『IC Card引繼』中進行數據移動。

### 機台發行卡片
卡片分為多個等級：
前作的 N、R、PR 等沿用前作的等級名稱。
「星之翼」季度：增加服裝對應的 Star Premium Rare（SPR）等級。
| 季度      | 推動開始日     | Card數量                                                                    |
| --------- | -------------- | --------------------------------------------------------------------------- |
| 1彈       | 2016年5月19日  | 全100張（普通36+稀有32+Premium特級稀有16+活動稀有16）                       |
| 2彈       | 2016年7月7日   | 全92張（普通36+稀有24+Premium特級稀有16+活動稀有16）                        |
| 3彈       | 2016年9月15日  | 全92張（普通36+稀有24+Premium特級稀有16+活動稀有16）                        |
| 4彈       | 2016年11月24日 | 全96張（普通36+稀有28+Premium特級稀有16+活動稀有16）                        |
| 5彈       | 2017年2月2日   | 全44張（普通24+活動稀有20）                                                 |
| 星之翼1彈 | 2017年4月3日   | 全63張（普通33+稀有28+Premium特級稀有8+Star Premium星級稀有8+活動稀有9）    |
| 星之翼2彈 | 2017年6月8日   | 全63張（普通30+稀有24+Premium特級稀有16+Star Premium星級稀有12+活動稀有12） |
| 星之翼3彈 | 2017年8月3日   | 全120張（普通30+稀有28+Premium特級稀有12+Star Premium星級稀有8+活動稀有42） |
| 星之翼4彈 | 2017年10月5日  | 全108張（普通24+稀有20+Premium特級稀有24+Star Premium星級稀有8+活動稀有32） |
| 星之翼5彈 | 2017年12月7日  | 全94張（普通24+稀有24+Premium特級稀有12+Star Premium星級稀有18+活動稀有16） |
| 星之翼6彈 | 2018年2月1日   | 全121張（普通18+稀有25+Star Premium星級稀有12+活動稀有66）                  |

### 遊戲模式
免費試鏡
有4個類型選擇，均有試鏡合格模式。有帶學生證時，當試鏡合格難易度也會隨之開放。
- Live - 『唱歌』的經驗値隨之提升。Fever Time發動時左右兩邊揮動螢光棒。
- Drama - 『演技』的經驗値隨之提升。Fever Time發動時要向上撥動飛出紙吹雪。
- Dance - 『節拍』的經驗値隨之提升。Fever Time發動時要雙手轉動唱盤。
- Fashion Show - 『性感』的經驗値隨之提升。Fever Time發動時要點擊屏幕拍照。

### 增設舞台
| 舞台類型     | 舞台種類    | BGM                                                        | 追加時期  |
| ------------ | ----------- | ---------------------------------------------------------- | --------- |
| Live         | Cute        | アイカツ☆ステップ!                                         | 1彈       |
| Live         | Cute        | スタートライン!                                            | 1彈       |
| Live         | Cute        | みつばちのキス                                             | 1彈       |
| Live         | Cute        | STARDOM!                                                   | 星之翼1彈 |
| Live         | Cute        | 森のひかりのピルエット                                     | 星之翼4彈 |
| Live         | Cute        | SHINING LINE＊（前作《偶像活動》中的舞台）                 | 星之翼4彈 |
| Live         | Cute        | MUSIC of DREAM!!!                                          | 星之翼5彈 |
| Live         | Cute & Cool | POPCORN DREAMING♪                                          | 2彈       |
| Live         | Sexy        | Summer Tears Diary                                         | 2彈       |
| Live         | Sexy        | Forever Dream                                              | 星之翼2彈 |
| Live         | Sexy        | The only sun light                                         | 星之翼5彈 |
| Live         | Cool        | 1,2,Sing for You!                                          | 3彈       |
| Live         | Cool        | Dreaming bird                                              | 3彈       |
| Live         | Cool        | 荒野の奇跡                                                 | 星之翼1彈 |
| Live         | Cool        | Miracle Force Magic 〜ローラ Ver〜.                        | 星之翼2彈 |
| Live         | Pop         | アニマルカーニバル                                         | 4彈       |
| Live         | Pop         | ダイヤモンドハッピー（前作《偶像活動》中的「Soleil」舞台） | 星之翼3彈 |
| Drama        | Cool        | Miracle Force Magic                                        | 1彈       |
| Drama        | Cool        | キミをロックオン                                           | 4彈       |
| Drama        | Cute        | トキメキララン☆                                            | 2彈       |
| Drama        | Sexy        | ドリームステージ☆                                          | 3彈       |
| Dance        | Cute        | ハートがスキ♡ップ                                          | 1彈       |
| Dance        | Cute        | スタージェット!                                            | 4彈       |
| Dance        | Cute        | ハッピー☆パンチ                                            | 星之翼2彈 |
| Dance        | Cute        | STARDOM!                                                   | 星之翼3彈 |
| Dance        | Cool        | Dancing Days                                               | 2彈       |
| Dance        | Pop         | One Step                                                   | 3彈       |
| Dance        | Pop         | Bon Bon Voyage!                                            | 星之翼1彈 |
| Dance        | Pop         | ネバギバ☆                                                  | 星之翼3彈 |
| Fashion Show | Cool        | Episode Solo                                               | 1彈       |
| Fashion Show | Cool        | 裸足のルネサンス                                           | 星之翼4彈 |
| Fashion Show | Sexy        | 未来トランジット                                           | 1彈       |
| Fashion Show | Sexy        | TSU・BO・MI 〜鮮やかな未来へ〜                             | 4彈       |
| Fashion Show | Sexy        | MAKEOVER♡MAKEUP                                            | 星之翼2彈 |
| Fashion Show | Pop         | 8月のマリーナ                                              | 2彈       |
| Fashion Show | Pop         | おねがいメリー                                             | 星之翼1彈 |
| Fashion Show | Cute        | So Beautiful Story                                         | 3彈       |
| Fashion Show | Cute        | Message of a Rainbow                                       | 星之翼3彈 |

## 衣服品牌
| 品牌種類  | 品牌名稱              | 平假名                   | 簡介 |
| --------- | --------------------- | ------------------------ | --- |
| Cute Type | My Little Heart       | マイリトルハート         | パステルカラーやパステルネオン、オーロラカラーを使用しリボンやハートなどのラブリーでかわいいモチーフのキュートブランド。スペシャルアピールは「ハートフルワールド」。 |
| Cute Type | Berry Parfait         | ベリーパルフェ           | 甘酸っぱい果実のようにフレッシュで元気いっぱいな女の子をイメージしたキュートブランド。スペシャルアピールは「ハピネスフォーユー」。                                   |
| Cute Type | Rainbow Berry Parfait | レインボーベリーパルフェ | ベリーパルフェの進化形ブランド。スペシャルアピールは「レインボーハピネスフォーユー」。                                                                               |
| Cool Type | SPICE CHORD           | スパイスコード           | 黒レースやフリルでアレンジしたロックテイストでバンドギャルなクールブランド。スペシャルアピールは「アンチェインコード」。                                             |
| Cool Type | Gothic Victoria       | ゴシックヴィクトリア     | 格式や優美さがコンセプトのヴィクトリアン&ロココテイストのゴシックブランド。スペシャルアピールは「アウェイクメイデン」。                                              |
| Cool Type | Royal Sword           | ロイヤルソード           | 剣や王冠をモチーフにしたボーイッシュなクールブランド。スペシャルアピールは「レイジングスラッシュ」。                                                                 |
| Sexy Type | Romance Kiss          | ロマンスキス             | 民族衣装やショーコスチュームをゴージャス&セクシーにアレンジした世界各地の洋風文化をイメージしたセクシーブランド。スペシャルアピールは「キッシングジュエル」。        |
| Sexy Type | Perfect Queen         | パーフェクトクィーン     | ヴィーナスアークのオーナーであるエルザ フォルテの完璧な女王をイメージしたセクシーブランド。                                                                          |
| Pop Type  | Shiny Smile           | シャイニースマイル       | ビビットカラーな大人なポップ感が特徴のハワイをイメージしたカラフルなポップブランド。スペシャルアピールは「スマイリースプラッシュ」。                                 |
| Pop Type  | FuwaFuwa Dream        | フワフワドリーム         | 好きなものを好きなだけ詰め込んだポップブランド。スペシャルアピールは「ミルキードリーミータイム」。                                                                   |

## 故事大綱
第1部（第1話 - 第50話）
這是以成為頂尖偶像為目標，進行偶像活動的少女們的故事。『偶像活動Stars！』
偶像學校四星學園。校園裡的頂尖偶像4人被稱為S4，在偶像活動界裡非常活躍！
新生們都以成為S4為目標，努力進行偶像活動。
讓閃爍的「偶像活動卡片」大發光芒！
為了讓自己大放異彩而親自製作！
率直地變得更加明亮！
不論唱歌跳舞還是打扮！
懷抱女孩們的所有嚮往，展開全新的偶像活動。
朝向偶像的最閃亮之星，邁向夢想的開端！！
第2部（第51話 - 第100話）
虹野夢大危機？！
突然出現了一個豪華客船形態的偶像學校，名字叫做維納斯方舟（Venus Ark）！
帶領著船的是完美偶像艾爾莎·福特，
她在環遊世界的同時，收集著優秀的偶像和品牌；
然後發現了新的目標，就是四星學園的虹野夢。
唱歌、跳舞、時尚秀、戲劇等等，還有維納斯方舟的偶像活動，超級頂尖，簡直是新時代的黎明。
除了作為主辦人兼頂尖偶像的艾爾莎之外，軟綿綿可愛的偶像花園綺羅羅，還有艾爾莎的秘書騎咲禮等等的對手不斷登場！
「絕對要成為偶像的最閃亮之星！仍然興奮不已！」

## 用語解說
四星學園（Yottsun Hoshi Gakuen）
遊戲及動畫的舞台，是一所名門培養偶像的學校。
花之歌組
唱歌深造班。
鳥之劇組
演技深造班。
風之舞組
舞蹈深造班。
月之美組
時裝秀深造班。
維納斯方舟（Venus Ark）
是另一所名門培養偶像的學校。搭載於豪華郵輪上的海上偶像學校。
偶像活動卡片（Aikatsu！Cards）
服裝（上衣、下衣、鞋子、配飾）4種分類的服裝對應卡片。
展示種類：可愛（Cute）、酷炫（Cool）、性感（Sexy）和俏皮（Pop）。
學生證（Gakuseishou）
四星學園和維納斯方舟學生的學生證。
偶像活動電話（Aikatsu Mobile）
學生的電子手帳。收錄了「偶像活動卡片」的電子主題。
（Star Appeal）
一種特殊技能，只能使用三次，機台方面依舊按照上衣（Top）、下衣（Bottom）、鞋（Shoes）出現效果。
星之翼（Star Wings）
配裝在星光高級稀有套裝的特殊配飾，已知存在的十種都以太陽系星體（包含月球、冥王星）命名。
只有被偶像活動系統認可才能獲得。

## 電視動畫
2016年4月7日在東京電視網開始播放。

### 製作人員
- 企劃、原作：BN Pictures
- 原案：萬代
- 導演：佐藤照雄
- 總監督：木村隆一
- 系列構成：柿原優子
- 角色設計：愛敬由紀子
- 設計協力：石川佳代子、森田岳士、渡部里美
- 美術監督：田尻健一
- 色彩設計：大塚真純
- 攝影監督：大神洋一
- CG製作人：井上喜一郎
- 編輯：新居和弘
- 音響監督：菊田浩巳（日语：菊田浩巳）
- 音樂：onetrap
- 音樂製作人：黒田學、臼倉龍太郎
- 音樂製作：日昇音樂出版
- 音樂製作協力：Lantis、東京電視台音樂（日语：テレビ東京ミュージック）
- 製作人：細谷伸之、原裕和（第1話 - 第50話）→嵯峨隼人（第51話起）、伊藤貴憲
- 製作：東京電視台、電通、BN Pictures

### 主題曲
片頭曲
「スタートライン!」（第1話 - 第25話）
作詞：唐澤美帆，作曲：蔦谷好位置，編曲：田中隼人（agehasprings），主唱：せな（虹野夢）、りえ（櫻庭蘿拉） from AIKATSU☆STARS！
主唱：るか（白鳥姬） from AIKATSU☆STARS！（第1、22、49話插入曲）
主唱：せな（虹野夢）from AIKATSU☆STARS！（第10話插入曲）
主唱：るか（白鳥姬）、せな（虹野夢） from AIKATSU☆STARS！（第16、99話插入曲、第100話片尾曲）
「1,2,Sing for You!」（第26話 - 第33話）
作詞：空谷泉身，作曲：秋浦智裕，編曲：南田健吾（onetrap），主唱：せな（虹野夢）、りえ（櫻庭蘿拉）、 みき（早乙女亞子）、かな（香澄真晝） from AIKATSU☆STARS！
主唱：せな（虹野夢）、りえ（櫻庭蘿拉） from AIKATSU☆STARS！（第29話插入曲）
主唱：りえ（櫻庭蘿拉） from AIKATSU☆STARS！（第38、48話插入曲）
「スタージェット!」（第34話 - 第50話）
作詞：唐澤美帆，作曲：長橋健一，編曲：南田健吾（onetrap），主唱：せな（虹野夢）、りえ（櫻庭蘿拉）、 みき（早乙女亞子）、かな（香澄真晝） from AIKATSU☆STARS！
主唱：せな（虹野夢）from AIKATSU☆STARS！（第36、43、49話插入曲）
「STARDOM!」（第51話 - 第75話）
作詞：唐澤美帆，作曲：蔦谷好位置，編曲：田中隼人（agehasprings），主唱：せな（虹野夢）、りえ（櫻庭蘿拉）、 みき（早乙女亞子）、かな（香澄真晝） from AIKATSU☆STARS！
主唱：せな（虹野夢）、りえ（櫻庭蘿拉） from AIKATSU☆STARS！（第52、57、71話插入曲）
主唱：せな（虹野夢）from AIKATSU☆STARS！（第59、66、70話插入曲）
「MUSIC of DREAM!!!」（第76話 - 第100話）
作詞：唐澤美帆，作曲：南田健吾、蔦谷好位置，編曲：成瀬裕介（onetrap），主唱：せな（虹野夢）、りえ（櫻庭蘿拉）、 みき（早乙女亞子）、かな（香澄真晝） from AIKATSU☆STARS！
主唱：せな（虹野夢） from AIKATSU☆STARS！（第85、88、93、96話插入曲）
片尾曲
「Episode Solo」（第1話 - 第25話）
作詞：只野菜摘，作曲、編曲：石濱翔（MONACA），主唱：るか、ななせ、かな、みほ（25th S4） from AIKATSU☆STARS！ （第50、69、72話插入曲）
主唱：るか（白鳥姬）、みほ（香澄夜空） from AIKATSU☆STARS！ （第4話插入曲）
主唱：るか（白鳥姬） from AIKATSU☆STARS！ （第11話插入曲）
主唱：せな、 みき、かな（26th S4） from AIKATSU☆STARS！（第92話插入曲）
「So Beautiful Story」（第26話 - 第50話）
作詞：こだまさおり，作曲、編曲：廣川惠一（MONACA），主唱：るか（白鳥姬）、せな（虹野夢） from AIKATSU☆STARS！（第35話插入曲）
主唱：るか（白鳥姬） from AIKATSU☆STARS！ （第27話插入曲）
主唱：せな（虹野夢） from AIKATSU☆STARS！ （第30話插入曲）
「Bon Bon Voyage!」（第51話 - 第75話）
作詞：辻純更，作曲、編曲：石濱翔（MONACA），主唱：りさ（艾爾莎·福特）、みほ（花園綺羅羅） from AIKATSU☆STARS！（第55、58話插入曲）
主唱：りさ（艾爾莎·福特）、みほ（花園綺羅羅）、りえ（騎咲禮）、るか（雙葉亞里亞） from AIKATSU☆STARS！（第97話插入曲）
「森のひかりのピルエット」（第76話 - 第99話）
作詞：辻純更，作曲、編曲：高橋邦幸（MONACA），主唱：せな（虹野夢）、るか（雙葉亞里亞） from AIKATSU☆STARS！（第82、89話插入曲）
主唱：るか（雙葉亞里亞）from AIKATSU☆STARS！（第76、77、91話插入曲）
「スタートライン!」（第100話）
作詞：唐澤美帆，作曲：蔦谷好位置，編曲：田中隼人（agehasprings），主唱：るか（白鳥姬）、せな（虹野夢） from AIKATSU☆STARS！（第100話插入曲）

### 插入曲
「アイカツ☆ステップ!」（第1、2、3、7、9、18、24、100話）
作詞：唐澤美帆，作曲、編曲：connie，主唱：せな（虹野夢） from AIKATSU☆STARS！（第1、3、18話）
主唱：せな（虹野夢）、りえ（櫻庭蘿拉） from AIKATSU☆STARS！（第2話）
主唱：りえ（櫻庭蘿拉） from AIKATSU☆STARS！（第7、9話）
主唱：せな（虹野夢）、りえ（櫻庭蘿拉）、みき（早乙女亞子）、かな（香澄真晝） from AIKATSU☆STARS！（第24話）
主唱：せな（虹野夢）、りえ（櫻庭蘿拉）、みき（早乙女亞子）、かな（香澄真晝）、ななせ（七倉小春） from AIKATSU☆STARS！（第100話）
「ハートがスキ♡ップ」（第5、9話）
作詞：辻純更，作曲、編曲：岡部啓一（MONACA），主唱：せな（虹野夢） from AIKATSU☆STARS！（第5、9話）
「未来トランジット」（第8、47話）
作詞：只野菜摘，作曲、編曲：永谷たかお，主唱：みほ（香澄夜空） from AIKATSU☆STARS！（第8、47話）
「みつばちのキス」（第12、22、44話）
作詞：辻純更，作曲、編曲：connie，主唱：せな（虹野夢）、りえ（櫻庭蘿拉） from AIKATSU☆STARS！（第12話）
主唱：せな（虹野夢） from AIKATSU☆STARS！（第22話）
主唱：りえ（櫻庭蘿拉）、かな（香澄真晝） from AIKATSU☆STARS！（第44話）
「Summer Tears Diary」（第14、15話）
作詞：こだまさおり，作曲、編曲：ミト，主唱：かな（香澄真晝） from AIKATSU☆STARS！（第14話）
主唱：みほ（香澄夜空）、かな（香澄真晝） from AIKATSU☆STARS！（第15話）
「8月のマリーナ」（第17、19話）
作詞：只野菜摘，作曲：石濱翔（MONACA），編曲：田中秀和（MONACA），主唱：みき（早乙女亞子） from AIKATSU☆STARS！（第17話）
主唱：かな（二階堂柚子） from AIKATSU☆STARS！（第19話）
「Dancing Days」（第20、46話）
作詞：美音子，作曲、編曲：南田健吾（onetrap），主唱：ななせ（如月翼） from AIKATSU☆STARS！（第20、46話）
「POPCORN DREAMING♪」（第21話）
作詞：唐澤美帆，作曲：加賀山長志，編曲：釣俊輔（agehasprings），主唱：せな（虹野夢）、りえ（櫻庭蘿拉） from AIKATSU☆STARS！（第21話）
「Dreaming bird」（第23、26、33、39、48話）
作詞：ヒカリツカサ，作曲、編曲：南田健吾（onetrap），主唱：ななせ（白銀莉莉） from AIKATSU☆STARS！（第23、26、33、39、48話）
「One Step」（第31、32話）
作詞：Amon Hayashi，作曲、編曲：Mitsu. J，主唱：ななせ（如月翼）、みほ（香澄夜空）、かな（香澄真晝） from AIKATSU☆STARS！（第31話）
主唱：かな（二階堂柚子）、せな（虹野夢）、みき（早乙女亞子） from AIKATSU☆STARS！（第32話）
「TSU-BO-MI 〜鮮やかな未来へ〜」（第34、41、47話）
作詞：YADAKO，作曲、編曲：YUKI FUNAKOSHI，主唱：かな（香澄真晝） from AIKATSU☆STARS！（第34話）
作詞：YADAKO，作曲：YUKI FUNAKOSHI，編曲：C-Show、YUKI FUNAKOSHI，主唱：みほ（香澄夜空） from AIKATSU☆STARS！（第41話）
主唱：かな（香澄真晝） from AIKATSU☆STARS！（第47話）
「We wish you a merry Christmas AIKATSU☆STARS! Ver.」（第37、87話）
作詞：こだまさおり，作曲、編曲：岡部啓一（MONACA），主唱：せな（虹野夢）、りえ（櫻庭蘿拉）、みき（早乙女亞子）、かな（香澄真晝） from AIKATSU☆STARS！（第37話）
主唱：せな（虹野夢）、りえ（櫻庭蘿拉）、みき（早乙女亞子）、かな（香澄真晝）、ななせ（七倉小春） from AIKATSU☆STARS！（第87話）
「アニマルカーニバル」（第42、45、46、98話）
作詞：秋浦智裕，作曲：中野領太，編曲：成瀨裕介（onetrap），主唱：かな（二階堂柚子）、ななせ（白銀莉莉） from AIKATSU☆STARS！（第42、98話）
主唱：みき（早乙女亞子） from AIKATSU☆STARS！（第45、46話）
「僕らの奇跡」（第43、69話）
作詞：前澤希，作曲、編曲：南田健吾（onetrap），主唱：M4［結城昴（八代拓）、五十嵐希（上村祐翔）、香澄朝陽（堀江瞬）、吉良彼方（亞瑟·朗斯貝里）（第43、69話）
「Forever Dream」（第51、56、60、68、78、94話）
作詞：神田憐鷗，作曲：內藤英雅，編曲：伊勢佳史（onetrap），主唱：りさ（艾爾莎·福特） from AIKATSU☆STARS！（第51、56、60、68、78、94話）
「荒野の奇跡」（第53、63話）
作詞：tzk，作曲、編曲：南田健吾（onetrap），主唱：ななせ（白銀莉莉） from AIKATSU☆STARS！（第53、63話）
「おねがいメリー」（第54、66、74、84、89、90話）
作詞：林奈津美，作曲：秋浦智裕，編曲：成瀨裕介（onetrap），主唱：みほ（花園綺羅羅） from AIKATSU☆STARS！（第54、66、90話）
主唱：みほ（花園綺羅羅）、みき（早乙女亞子） from AIKATSU☆STARS！（第74、84、89話）
「ハッピー☆パンチ」（第61話）
作詞：tzk，作曲：石松領平，編曲：山崎佳祐（onetrap），主唱：せな（虹野夢）、みき（早乙女亞子） from AIKATSU☆STARS！（第61話）
「Miracle Force Magic」（第62、65、86話）
作詞：yumeiroecho，作曲：秋田博之，編曲：南田健吾（onetrap），主唱：りえ（櫻庭蘿拉）from AIKATSU☆STARS！（第62、65、86話）
「MAKEOVER♡MAKEUP」（第64、75、81、91、94話）
作詞：こだまさおり，作曲：YUKI FUNAKOSHI ，編曲：C-Show、YUKI FUNAKOSHI，主唱：かな（香澄真晝）from AIKATSU☆STARS！（第64、75、81、91、94話）
「ネバギバ☆」（第67、81話）
作詞：美音子，作曲：カイザー惠理菜 ，編曲：山崎佳祐（onetrap），主唱：かな（二階堂柚子） from AIKATSU☆STARS！（第67話）
「ダイヤモンドハッピー」（第70話）
作詞：畑亞貴，作曲、編曲：石濱翔（MONACA），主唱：わか（星宮莓）、ふうり（霧矢葵）、すなお（紫吹蘭） from STAR☆ANIS（第70話）
「Message of a Rainbow」（第73、79話）
作詞：松原さらり，作曲：HALIFANIE，編曲：南田健吾（onetrap），主唱：せな（虹野夢） from AIKATSU☆STARS！（第73話）
主唱：せな（虹野夢）、ななせ（七倉小春） from AIKATSU☆STARS！（第79話）
「裸足のルネサンス」（第80、83、93話）
作詞：只野菜摘，作曲：阿部隆大，編曲：野崎心平、大迫杏子、阿部隆大，主唱：りえ（騎咲禮）from AIKATSU☆STARS！（第80、93話）
主唱：りえ（騎咲禮）、ななせ（白銀莉莉）from AIKATSU☆STARS！（第83話）
「The only sun light」（第86、95話）
作詞：松原さらり，作曲：長橋健一，編曲：Integral Clover（agehasprings），主唱：りさ（艾爾莎·福特）from AIKATSU☆STARS！（第86、95話）
插入曲 (其他)
「Miracle Force Magic」（第6話）
作詞：yumeiroecho，作曲：秋田博之，編曲：南田健吾（onetrap），主唱：ななせ（如月翼）from AIKATSU☆STARS！（第6話）
「トキメキララン☆」（第13話）
作詞：yura，作曲、編曲：藤末樹，主唱：せな（虹野夢）、みき（早乙女亞子）from AIKATSU☆STARS！（第13話）
「ドリームステージ☆」（第25話）
作詞：YADAKO，作曲、編曲：YUKI FUNAKOSHI，主唱：ななせ（如月翼）、みほ（香澄夜空）、かな（香澄真晝）from AIKATSU☆STARS！（第25話）
「Halloween Night Magic」（第28話）
作詞：神田憐鷗，作曲：長橋健一，編曲：Integral Clover（agehasprings），主唱：みき（早乙女亞子）、ななせ（如月翼）from AIKATSU☆STARS！（第28話）
「キミをロックオン」（第40、41話）
作詞：林美步，作曲：GENMAI，編曲：Integral Clover（agehasprings），主唱：ななせ（如月翼）、りえ（櫻庭蘿拉）from AIKATSU☆STARS！（第40話）
「ミラクルめでたい焼きの幸花堂」（第58、88話）

### 各話標題
| 話數    | 日文標題 | 中文標題                   | 編劇       | 分鏡     | 演出            | 作畫監督                     | 日本放送日    | 台灣放送日      |
| 第1部   | 第1部    | 第1部                      | 第1部      | 第1部    | 第1部           | 第1部                        | 第1部         | 第1部           |
| ------- | -------- | -------------------------- | ---------- | -------- | --------------- | ---------------------------- | ------------- | --------------- |
| 第1話   |          | 夢想的開端                 | 柿原優子   | 佐藤照雄 | 林嘉姬 佐藤照雄 | 橋口隼人 渡部里美            | 2016年 4月7日 | 2017年 10月22日 |
| 第2話   |          | 兩人是對手！               | 柿原優子   | 佐藤照雄 | 山地光人        | 前澤弘美                     | 4月14日       | 2017年 10月22日 |
| 第3話   |          | 朝向自我色彩的天空         | 成田良美   | 戶部敦夫 | 藤井康晶        | 高橋晃                       | 4月21日       | 10月29日        |
| 第4話   |          | 無論何時都是100%！         | 山口宏     | 北村真咲 | 小坂春女        | 菊地功一                     | 4月28日       | 10月29日        |
| 第5話   |          | My dress make！            | 森江美咲   | 安藤尚也 | 宮澤良太        | 實原登                       | 5月5日        | 11月5日         |
| 第6話   |          | ROCK！搖滾女孩！           | 成田良美   | 兒玉兼嗣 | 德本善信        | 三橋櫻子                     | 5月12日       | 11月5日         |
| 第7話   |          | Simple is the best！       | 千葉美鈴   | 佐山聖子 | 淺見松雄        | 山村俊了 福島豐明            | 5月19日       | 11月12日        |
| 第8話   |          | 小小的光輝                 | 山口宏     | 北村真咲 | 山地光人        | 高橋晃                       | 5月26日       | 11月19日        |
| 第9話   |          | Miracle girls☆             | 森江美咲   | 戶部敦夫 | 小野田雄亮      | 三井麻未 日高真由美 小田真弓 | 6月2日        | 11月26日        |
| 第10話  |          | 夢的起跑線！               | 千葉美鈴   | 米田光宏 | 米田光宏        | 橋口隼人 吉田和香子          | 6月9日        | 12月3日         |
| 第11話  |          | 緊跟！白鳥姬的一天         | 成田良美   | 兒玉兼嗣 | 村田尚樹        | 大野勉 八角彩香              | 6月16日       | 12月10日        |
| 第12話  |          | 一起展翅飛翔的朋友♪        | 山口宏     | 北村真咲 | 藤井康晶        | 前澤弘美 奥谷周子            | 6月23日       | 12月17日        |
| 第13話  |          | 小妖精物語                 | 千葉美鈴   | 佐山聖子 | 小坂春女        | 高橋晃                       | 6月30日       | 12月24日        |
| 第14話  |          | 真晝的決鬥！               | 成田良美   | 安藤尚也 | 安藤尚也        | 山本脩斗 鈴木萌              | 7月7日        | 12月31日        |
| 第15話  |          | 月亮與太陽                 | 森江美咲   | 山地光人 | 山地光人        | 菊地功一                     | 7月21日       | 2018年 1月7日   |
| 第16話  |          | 奇蹟☆接力棒                | 山口宏     | 戶部敦夫 | 宮澤良太        | 三橋櫻子                     | 7月28日       | 1月14日         |
| 第17話  |          | 認真的開關！               | 待田堂子   | 兒玉兼嗣 | 藤本義孝        | 福島豐明 山村俊了            | 8月4日        | 1月21日         |
| 第18話  |          | 和有莉一起                 | 柿原優子   | 佐山聖子 | 藤井康晶        | 高橋晃                       | 8月11日       | 1月28日         |
| 第19話  |          | 盛夏的Top Dancer☆          | 成田良美   | 北村真咲 | 德本善信        | 橋口隼人 吉田和香子          | 8月18日       | 2月4日          |
| 第20話  |          | 熱情與尊嚴！               | 千葉美鈴   | 兒玉兼嗣 | 林嘉姬          | 野口木之實 三井麻未          | 8月25日       | 2月11日         |
| 第21話  |          | 想要獲勝的心情             | 山口宏     | 伊藤良太 | 伊藤良太        | 田村里美 奧谷周子            | 9月1日        | 2月18日         |
| 第22話  |          | 通往憧憬的道路             | 森江美咲   | 米田光宏 | 米田光宏        | 前澤弘美 山本脩斗            | 9月8日        | 2月25日         |
| 第23話  |          | 凍原歌姬，降臨！           | 待田堂子   | 青木康直 | 山地光人        | 高橋晃                       | 9月15日       | 3月4日          |
| 第24話  |          | 笑容七彩繽紛☆              | 森江美咲   | 北村真咲 | 村田尚樹        | 重松晉一 大野勉              | 9月22日       | 3月11日         |
| 第25話  |          | 夢想☆百老匯                | 柿原優子   | 安藤尚也 | 安藤尚也        | 鈴木萌 宮谷里沙              | 9月29日       | 3月18日         |
| 第26話  |          | 無法奪走的夢想             | 成田良美   | 戶部敦夫 | 小坂春女        | 菊地功一                     | 10月6日       | 3月25日         |
| 第27話  |          | 小小禮服的故事             | 千葉美鈴   | 佐山聖子 | 徳本善信        | 三橋櫻子                     | 10月13日      | 4月1日          |
| 第28話  |          | 萬聖節★魔法                | 山口宏     | 兒玉兼嗣 | 藤井康晶        | 高橋晃                       | 10月20日      | 4月8日          |
| 第29話  |          | 真正的對手                 | 待田堂子   | 北村真咲 | 米田光宏        | 橋口隼人 奧谷周子            | 10月27日      | 4月15日         |
| 第30話  |          | 七色糖果                   | 柿原優子   | 木村隆一 | 佐藤照雄        | 菱沼義仁                     | 11月3日       | 4月22日         |
| 第31話  |          | 飛翔吧，SKY-GIRL！         | 森江美咲   | 佐山聖子 | 林嘉姬          | 田村里美                     | 11月10日      | 4月29日         |
| 第32話  |          | 前進吧！柚子胡椒！         | 成田良美   | 戶部敦夫 | 小坂春女        | 前澤弘美 山本脩斗            | 11月17日      | 5月6日          |
| 第33話  |          | 迷失的蘿拉！？             | 山口宏     | 山地光人 | 山地光人        | 高橋晃                       | 11月24日      | 5月13日         |
| 第34話  |          | 時尚Girl Lesson            | 千葉美鈴   | 北村真咲 | 徳本善信        | 鈴木萌 宮谷里沙              | 12月1日       | 5月20日         |
| 第35話  |          | 被選中的群星               | 柿原優子   | 米田光宏 | 米田光宏        | 三橋櫻子                     | 12月8日       | 5月27日         |
| 第36話  |          | 去往彩虹的彼方             | 待田堂子   | 木村隆一 | 藤井康晶        | 橋口隼人                     | 12月15日      | 6月3日          |
| 第37話  |          | 心跳！聖誕                 | 成田良美   | 伊藤良太 | 伊藤良太        | 奧谷周子 吉田和香子          | 12月22日      | 6月10日         |
| 第38話  |          | 偶像活動新年！             | 森江美咲   | 青木康直 | 小坂春女        | 高橋晃                       | 2017年 1月5日 | 6月17日         |
| 第39話  |          | 四星學園，千鈞一髪！？     | 千葉美鈴   | 北村真咲 | 林嘉姬          | 菊地功一 西村幸惠 國井未可子 | 1月12日       | 6月24日         |
| 第40話  |          | 追蹤公主鑽石！！           | 山口宏     | 佐山聖子 | 村田尚樹        | 重松晉一 山本脩斗            | 1月19日       | 7月1日          |
| 第41話  |          | 燃燒吧！摘星祭！           | 待田堂子   | 安藤尚也 | 安藤尚也        | 鈴木萌 前澤弘美              | 1月26日       | 7月8日          |
| 第42話  |          | 從小相識的兩人             | 山口宏     | 山地光人 | 山地光人        | 高橋晃                       | 2月2日        | 7月15日         |
| 第43話  |          | 包含在巧克力與歌中的心意☆  | 成田良美   | 兒玉兼嗣 | 藤井康晶        | 奧谷周子 田村里美            | 2月9日        | 7月22日         |
| 第44話  |          | 春天的預感♪                | 森江美咲   | 戶部敦夫 | 林嘉姬          | 吉田和香子 宮谷里沙          | 2月16日       | 7月29日         |
| 第45話  |          | 亞子，勇往直前！           | 千葉美鈴   | 北村真咲 | 林嘉姬          | 三橋櫻子                     | 2月23日       | 8月5日          |
| 第46話  |          | 火熱的S4決定戰！           | 待田堂子   | 木村隆一 | 小坂春女        | 高橋晃                       | 3月2日        | 8月12日         |
| 第47話  |          | 香澄姐妹，對決！           | 成田良美   | 米田光宏 | 米田光宏        | 橋口隼人                     | 3月9日        | 8月19日         |
| 第48話  |          | 只屬於我的歌               | 山口宏     | 青木康直 | 山地光人        | 菊地功一 西村幸惠 國井未可子 | 3月16日       | 8月26日         |
| 第49話  |          | 成為最閃亮之星！           | 柿原優子   | 伊藤良太 | 伊藤良太        | 鈴木萌 田村里美              | 3月23日       | 9月2日          |
| 第50話  |          | 最強的LIVE☆                | 千葉美鈴   | 綿田慎也 | 綿田慎也        | 山本脩斗 前澤弘美            | 3月30日       | 9月9日          |
| 第2部   |          |                            |            |          |                 |                              |               |                 |
| 第51話  |          | 完美偶像 艾爾莎            | 柿原優子   | 安藤尚也 | 安藤尚也        | 宮谷里沙                     | 4月6日        | 9月16日         |
| 第52話  |          | 被盯上的偶像！？           | 成田良美   | 兒玉兼嗣 | 小坂春女        | 高橋晃                       | 4月13日       | 9月23日         |
| 第53話  |          | 芝麻開門！去獲得星之翼吧！ | 待田堂子   | 戶部敦夫 | 山本惠          | 中島里惠 尾崎正幸            | 4月20日       | 9月30日         |
| 第54話  |          | 綺羅羅☆軟綿綿的偶像        | 森江美咲   | 青木康直 | 米田光宏        | 三橋櫻子                     | 4月27日       | 10月7日         |
| 第55話  |          | 前往☆維納斯方舟！          | 山口宏     | 北村真咲 | 山田卓          | 高田洋一 白井裕美子          | 5月4日        | 10月14日        |
| 第56話  |          | 貓咪警報                   | 野村祐一   | 林嘉姬   | 林嘉姬          | 高橋晃                       | 5月11日       | 10月21日        |
| 第57話  |          | 閃耀☆散步好天氣            | 千葉美鈴   | 山地光人 | 山地光人        | 田村里美 奧谷周子            | 5月18日       | 10月28日        |
| 第58話  |          | 奇蹟試鏡！！               | 待田堂子   | 木村隆一 | 宮崎修治        | 鈴木幸江                     | 5月25日       | 11月4日         |
| 第59話  |          | 讓妳也獲得光輝             | 柿原優子   | 戶部敦夫 | 林嘉姬          | 橋口隼人 吉田和香子          | 6月1日        | 11月11日        |
| 第60話  |          | 靠近！艾爾莎·福特的世界    | 成田良美   | 兒玉兼嗣 | 小坂春女        | 高橋晃                       | 6月8日        | 11月18日        |
| 第61話  |          | 名為喜歡的情感             | 森江美咲   | 米田光宏 | 米田光宏        | 鈴木萌 山本脩斗              | 6月15日       | 11月25日        |
| 第62話  |          | 貫徹Going my way♪          | 山口宏     | 安藤尚也 | 安藤尚也        | 宮谷里沙                     | 6月22日       | 12月2日         |
| 第63話  |          | 從凍土吹來的炙熱之風       | 野村祐一   | 中島大輔 | 中島大輔        | 西島加奈 石田智子            | 6月29日       | 12月9日         |
| 第64話  |          | 向星星許願                 | 千葉美鈴   | 戶部敦夫 | 藤井康晶        | 高橋晃                       | 7月6日        | 12月16日        |
| 第65話  |          | 乘上♪維納斯之浪            | 成田良美   | 林嘉姬   | 林嘉姬          | 三橋櫻子                     | 7月20日       | 12月23日        |
| 第66話  |          | 送上聲援                   | 待田堂子   | 兒玉兼嗣 | 小坂春女        | 高橋晃                       | 7月27日       | 12月30日        |
| 第67話  |          | 夏天！泳池！尋寶去☆        | 千葉美鈴   | 山本惠   | 宮崎修治        | 鈴木幸江                     | 8月3日        | 2019年 1月6日   |
| 第68話  |          | 維納斯方舟的恐怖傳聞！     | 柿原優子   | 青木康直 | 藤井康晶        | 橋口隼人 奧谷周子            | 8月10日       | 1月13日         |
| 第69話  |          | 擴散吧、偶像活動的「WA」！ | 柿原優子   | 戶部敦夫 | 山地光人        | 高橋晃                       | 8月17日       | 1月20日         |
| 第70話  |          | 叢林活動！                 | 森江美咲   | 木村隆一 | 木村隆一        | 宮谷里沙 吉田和香子          | 8月24日       | 1月27日         |
| 第71話  |          | 再見了、小春！？           | 山口宏     | 米田光宏 | 米田光宏        | 前澤弘美 山本脩斗            | 8月31日       | 2月3日          |
| 第72話  |          | 兩個人的最閃耀之星☆        | 野村祐一   | 中島大輔 | 中島大輔        | 西島加奈                     | 9月7日        | 2月10日         |
| 第73話  |          | 彩虹禮服                   | 成田良美   | 青木康直 | 藤井康晶        | 高橋晃                       | 9月14日       | 2月17日         |
| 第74話  |          | 軟綿綿☆好朋友              | 待田堂子   | 山地光人 | 山地光人        | 橋口隼人 鈴木萌              | 9月21日       | 2月24日         |
| 第75話  |          | 香澄家的假日               | 山口宏     | 林嘉姬   | 林嘉姬          | 三橋櫻子                     | 9月28日       | 3月3日          |
| 第76話  |          | 妖精偶像 雙葉亞里亞♪       | 千葉美鈴   | 戶部敦夫 | 高林久彌        | 鈴木幸江                     | 10月5日       | 3月10日         |
| 第77話  |          | 乘載於花語之上♪            | 森江美咲   | 北村真咲 | 小坂春女        | 高橋晃                       | 10月12日      | 3月17日         |
| 第78話  |          | 歡迎 Perfect Mother！      | 柿原優子   | 安藤尚也 | 藤井康晶        | 宮谷里沙                     | 10月19日      | 3月24日         |
| 第79話  |          | 萬聖節 驚喜☆               | 山口宏     | 兒玉兼嗣 | 山本惠          | 前澤弘美 奧谷周子            | 10月26日      | 3月31日         |
| 第80話  |          | 騎咲禮的誓言！             | 成田良美   | 戶部敦夫 | 林嘉姬          | 山本脩斗 吉田和香子 秋津達哉 | 11月2日       | 4月7日          |
| 第81話  |          | 尋找美妙的S                | 野村祐一   | 青木康直 | 小坂春女        | 高橋晃                       | 11月9日       | 4月14日         |
| 第82話  |          | 戀愛的偶像活動♪            | 守護このみ | 中島大輔 | 中島大輔        | 西島加奈 石田智子            | 11月16日      | 4月21日         |
| 第83話  |          | 莉莉與王子殿下             | 待田堂子   | 米田光宏 | 米田光宏        | 大川貴大 鈴木萌              | 11月23日      | 4月28日         |
| 第84話  |          | 夢想是一起同行             | 森江美咲   | 山地光人 | 山地光人        | 三橋櫻子                     | 11月30日      | 5月5日          |
| 第85話  |          | 傳遞光輝吧                 | 柿原優子   | 兒玉兼嗣 | 藤井康晶        | 高橋晃                       | 12月7日       | 5月12日         |
| 第86話  |          | 淚珠的數量                 | 待田堂子   | 安藤尚也 | 安藤尚也        | 橋口隼人                     | 12月14日      | 5月19日         |
| 第87話  |          | 感謝♪聖誕快樂！            | 千葉美鈴   | 林嘉姬   | 林嘉姬          | 鈴木幸江 吉田和香子          | 12月21日      | 5月26日         |
| 第88話  |          | 元旦到了☆全員集合！        | 山口宏     | 伊藤良太 | 伊藤良太        | 山本脩斗 秋津達哉            | 2018年 1月4日 | 6月2日          |
| 第89話  |          | 星星的日記                 | 守護このみ | 佐藤照雄 | 藤井康晶        | 高橋晃                       | 1月11日       | 6月9日          |
| 第90話  |          | 維納斯 危機！              | 野村祐一   | 中島大輔 | 中島大輔        | 石田智子                     | 1月18日       | 6月16日         |
| 第91話  |          | 精力充沛♪偶像修行☆         | 森江美咲   | 青木康直 | 林嘉姬          | 宮谷里沙                     | 1月25日       | 6月23日         |
| 第92話  |          | 我們的Episode Solo         | 成田良美   | 戶部敦夫 | 山本惠          | 鈴木萌 前澤弘美              | 2月1日        | 6月30日         |
| 第93話  |          | 光之劍                     | 森江美咲   | 佐藤照雄 | 佐藤照雄        | 高橋晃                       | 2月8日        | 7月7日          |
| 第94話  |          | 真晝的光輝                 | 山口宏     | 佐山聖子 | 藤井康晶        | 秋津達哉 三橋櫻子            | 2月15日       | 7月14日         |
| 第95話  |          | 孤獨的太陽                 | 待田堂子   | 米田光宏 | 米田光宏        | 橋口隼人 吉田和香子          | 2月22日       | 7月21日         |
| 第96話  |          | 大家一起閃耀！             | 待田堂子   | 安藤尚也 | 安藤尚也        | 奥谷周子 鈴木萌 大川貴大     | 3月1日        | 7月28日         |
| 第97話  |          | Bon Bon Voyage！           | 成田良美   | 青木康直 | 佐藤照雄        | 高橋晃                       | 3月8日        | 8月4日          |
| 第98話  |          | 柚子和莉莉☆                | 成田良美   | 中島大輔 | 中島大輔        | 前澤弘美 中野彰子 西島加奈   | 3月15日       | 8月11日         |
| 第99話  |          | 兩人遺忘的東西             | 柿原優子   | 佐山聖子 | 林嘉姬          | 三橋櫻子                     | 3月22日       | 8月18日         |
| 第100話 |          | 邁向未曾見過的未來☆          | 柿原優子   | 佐藤照雄 | 佐藤照雄        | 山本脩斗 秋津達哉            | 3月29日       | 8月25日         |

### 播放電視台
| 播放地區       | 播放電視台     | 播放日期                                                                      | 播放時間（UTC+9）                                           | 所屬聯播網 | 備註                                    |
| -------------- | -------------- | ----------------------------------------------------------------------------- | ----------------------------------------------------------- | ---------- | --------------------------------------- |
| 關東廣域圈     | 東京電視台     | 2016年4月7日－2018年3月29日                                                   | 星期四 18:25－18:55                                         | 東京電視網 | 製作局 有字幕                           |
| 北海道         | TV北海道       | 2016年4月7日－2018年3月29日                                                   | 星期四 18:25－18:55                                         | 東京電視網 | 有字幕                                  |
| 愛知縣         | 愛知電視台     | 2016年4月7日－2018年3月29日                                                   | 星期四 18:25－18:55                                         | 東京電視網 | 有字幕                                  |
| 大阪府         | 大阪電視台     | 2016年4月7日－2018年3月29日                                                   | 星期四 18:25－18:55                                         | 東京電視網 | 有字幕                                  |
| 岡山縣、香川縣 | 瀨戶內電視台   | 2016年4月7日－2018年3月29日                                                   | 星期四 18:25－18:55                                         | 東京電視網 | 有字幕                                  |
| 福岡縣         | TVQ九州放送    | 2016年4月7日－2018年3月29日                                                   | 星期四 18:25－18:55                                         | 東京電視網 | 有字幕                                  |
| 日本全國       | BS JAPAN       | 2016年4月11日－2018年4月2日                                                   | 星期一 17:00－17:29                                         | 衛星電視   |                                         |
| 日本全國       | 萬代頻道       | 2016年4月11日－2018年4月2日                                                   | 星期一 18:00 更新                                           | 網路電視   | 最新話一星期內免費配信                  |
| 日本全國       | GyaO！         | 2016年4月11日－2018年4月2日                                                   | 星期一 18:00 更新                                           | 網路電視   | 配給元：萬代頻道 最新話一星期內免費配信 |
| 日本全國       | AT-X           | 2016年4月12日－7月5日 2016年7月14日－2018年4月5日                             | 星期二 21:30－22:00 星期四 21:30－22:00                     | 衛星電視   | 有重播                                  |
| 福島縣         | 福島電視台     | 2016年4月14日－2017年3月30日 2017年4月9日                                     | 星期四 15:25－15:55 星期日 6:15－6:45                       | 富士電視網 | 只播到第50話                            |
| 廣島縣         | 廣島HOME電視台 | 2016年4月17日－2017年3月26日 2017年4月2日、4月9日                             | 星期日 5:50－6:20 星期日 4:50－5:20                         | 朝日電視網 | 只播到第50話                            |
| 新潟縣         | 新潟綜合電視台 | 2016年5月7日－2018年4月14日                                                   | 星期六 11:15－11:45                                         | 富士電視網 |                                         |
| 滋賀縣         | 琵琶湖放送     | 2016年7月7日－不明                                                            | 星期四 17:30－18:00                                         | 獨立UHF局  |                                         |
| 和歌山縣       | 和歌山電視台   | 2016年9月19日－2018年8月20日                                                  | 星期一 17:30－18:00                                         | 獨立UHF局  |                                         |
| 日本全國       | 迪士尼頻道     | 2018年4月18日－9月5日                                                         | 星期一至五 15:00－15:30                                     | 衛星電視   | 只播到第50話                            |
| 台灣           | MOMO親子台     | 2017年10月22日－2018年9月9日（第一季） 2018年9月16日－2019年8月25日（第二季） | 星期日 18:00－18:30（第一季） 星期日 18:30－19:00（第二季） | 有線電視   | UTC+8 國語配音，中文字幕                |

### 關聯商品

#### BD／DVD
| 卷    | 發售日        | 收錄集           | 規格產品編號 | 規格產品編號 |
| 卷    | 發售日        | 收錄集           | BD           | DVD          |
| 第1部 | 第1部         | 第1部            | 第1部        | 第1部        |
| ----- | ------------- | ---------------- | ------------ | ------------ |
| BOX1  | 2016年10月4日 | 第1話 - 第12話   | BIXA-9571    |              |
| BOX2  | 2017年1月6日  | 第13話 - 第25話  | BIXA-9572    |              |
| BOX3  | 2017年4月4日  | 第26話 - 第38話  | BIXA-9573    |              |
| BOX4  | 2017年7月4日  | 第39話 - 第50話  | BIXA-9574    |              |
| 1     | 2016年9月2日  | 第1話 - 第3話    |              | BIBA-3011    |
| 2     | 2016年10月4日 | 第4話 - 第9話    | BIBA-3012    |              |
| 3     | 2016年12月2日 | 第10話 - 第15話  | BIBA-3013    |              |
| 4     | 2017年1月6日  | 第16話 - 第21話  | BIBA-3014    |              |
| 5     | 2017年3月2日  | 第22話 - 第27話  | BIBA-3015    |              |
| 6     | 2017年4月4日  | 第28話 - 第33話  | BIBA-3016    |              |
| 7     | 2017年6月2日  | 第34話 - 第39話  | BIBA-3017    |              |
| 8     | 2017年7月4日  | 第40話 - 第45話  | BIBA-3018    |              |
| 9     | 2017年8月2日  | 第46話 - 第50話  | BIBA-3019    |              |
| 第2部 |               |                  |              |              |
| BOX1  | 2017年10月3日 | 第51話 - 第62話  | BIXA-9495    |              |
| BOX2  | 2018年1月6日  | 第63話 - 第75話  | BIXA-9496    |              |
| BOX3  | 2018年4月3日  | 第76話 - 第88話  | BIXA-9497    |              |
| BOX4  | 2018年7月3日  | 第89話 - 第100話 | BIXA-9498    |              |
| 1     | 2017年9月2日  | 第51話 - 第53話  |              | BIBA-3190    |
| 2     | 2017年10月3日 | 第54話 - 第59話  | BIBA-3191    |              |
| 3     | 2017年12月2日 | 第60話 - 第65話  | BIBA-3192    |              |
| 4     | 2018年1月6日  | 第66話 - 第71話  | BIBA-3193    |              |
| 5     | 2018年3月2日  | 第72話 - 第77話  | BIBA-3194    |              |
| 6     | 2018年4月3日  | 第78話 - 第83話  | BIBA-3195    |              |
| 7     | 2018年6月2日  | 第84話 - 第89話  | BIBA-3196    |              |
| 8     | 2018年7月3日  | 第90話 - 第95話  | BIBA-3197    |              |
| 9     | 2018年8月2日  | 第96話 - 第100話 | BIBA-3198    |              |

#### CD
| 標題                                                      | 發售日         | 規格產品編號 |
| --------------------------------------------------------- | -------------- | ------------ |
| スタートライン！ / episode Solo                           | 2016年5月25日  | LACM-14490   |
| ハルコレ                                                  | 2016年6月22日  | LACM-14495   |
| ナツコレ                                                  | 2016年7月27日  | LACM-14496   |
| ボーカルシングル                                          | 2016年8月17日  | LACM-14520   |
| 1,2,Sing for You! / So Beautiful Story / スタージェット！ | 2016年11月2日  | LACM-14549   |
| アキコレ                                                  | 2016年11月23日 | LACM-14497   |
| フユコレ                                                  | 2017年2月22日  | LACA-15634   |
| STARDOM! / Bon Bon Voyage!                                | 2017年4月26日  | LACM-14604   |
| Fantastic Ocean                                           | 2017年7月5日   | LACA-15652   |
| 僕らの奇跡 / アリスブルーのキス 〜Another Color〜         | 2017年8月9日   | LACM-14648   |
| MUSIC of DREAM!!!／森のひかりのピルエット                 | 2017年11月1日  | LACM-14669   |
| Endless Sky                                               | 2017年12月27日 | LACM-14701   |

## 劇場版
動畫電影「劇場版 偶像活動Stars！」於2016年8月13日在日本上映。同時也上映短篇電影「偶像活動：被盯上的魔法偶活卡」。

#### 製作人員
- 企劃、原作、動畫製作：BN Pictures
- 原案：萬代
- 監督：綿田慎也
- 劇本：柿原優子
- 角色設計：愛敬由紀子
- 監事：佐藤照雄、木村隆一
- 製作：“劇場版 偶像活動Stars！”製作委員會（BN Pictures、萬代、東映、Happinet、電通、東京電視台、Lantis）
- 動畫製作協力：日昇動畫
- 配給：東映
- 上映時間：93分鐘

## 相關網站
- BANDAI《偶像活動Stars！》官方網站 （页面存档备份，存于） （日語）
- 電視動畫《偶像活動Stars！》官方網站
  - 第1部 （页面存档备份，存于） （日語）
  - 第2部 （页面存档备份，存于） （日語）
- 電視動畫《偶像活動Stars！》東京電視台官網 （页面存档备份，存于） （日語）
- 劇場版《偶像活動Stars！》官網 （页面存档备份，存于） （日語）
- 《偶像活動！》系列五周年紀念網站 （页面存档备份，存于） （日語）
- 《偶像活動》系列遊戲官方的X（前Twitter）（日語）
- 《偶像活動》系列動畫官方的X（前Twitter）（日語）
- YouTube上的偶像活動！頻道（日語）